# Wólka Mlęcka
Wólka Mlęcka – wieś sołecka w Polsce położona w województwie mazowieckim, w powiecie mińskim, w gminie Dobre.
W latach 1975–1998 miejscowość administracyjnie należała do województwa siedleckiego.
W miejscowości znajduje się kaplica mariawicka, należąca do parafii Trójcy Przenajświętszej w Wiśniewie, natomiast
mieszkańcy rzymskokatoliccy należą do parafii Trójcy Świętej w Wiśniewie.